# Mormonia dula
Mormonia dula là một loài bướm đêm trong họ Noctuidae.